# Oliver Reed
Oliver Reed (n. 13 februarie 1938, Greater London, Anglia, Regatul Unit – d. 2 mai 1999, Valletta, Port Region (Port)⁠(d), Malta) a fost un actor englez de film.

## Filmografie selectivă
- 1973 Mușcă și fugi (Mordi e fuggi), regia Dino Risi
- 1976 Balada macabră
- 1977 Prinț și cerșetor (Crossed Swords)
- 1987 Frontul terorii (TV)
- 1988 Gor